# Tâm thần học sinh học
Tâm lý sinh học (biopsychiatry) là một cách tiếp cận tâm thần học nhằm mục đích để hiểu rối loạn tâm thần về chức năng sinh học của hệ thống thần kinh. Và liên ngành trong cách tiếp cận và dựa trên các khoa học như khoa học thần kinh, tâm thần học, hóa sinh, di truyền học, biểu sinh và sinh lý học để nghiên cứu các cơ sở sinh học của hành vi và tâm lý học. Biopsychiatry là  chi nhánh/chuyên khoa của y học liên quan đến việc nghiên cứu chức năng sinh học của hệ thần kinh trong rối loạn tâm thần.
Trong khi có một số chồng chéo giữa tâm lý học sinh học và thần kinh học, sau này thường tập trung vào các rối loạn trong đó bệnh lý tổng thế hoặc có thể nhìn thấy của hệ thần kinh rõ ràng, chẳng hạn như bệnh động kinh, bại não, viêm não, viêm dây thần kinh, bệnh Parkinson và bệnh đa xơ cứng. Có một số chồng chéo với tâm-thần kinh học, thường gây rối loạn hành vi trong bối cảnh rối loạn não rõ ràng. Ngược lại, tâm thần sinh học mô tả các nguyên tắc cơ bản và sau đó đào sâu hơn vào các rối loạn khác nhau. Nó được cấu trúc để theo dõi tổ chức của DSM-IV, hướng dẫn phân loại và chẩn đoán chính của tâm thần học. Những đóng góp của lĩnh vực này khám phá chức năng tâm-thần kinh học, hình ảnh và thần kinh học, khả năng trị liệu dược lý cho trầm cảm, lo lắng và rối loạn tâm trạng, lạm dụng thuốc và rối loạn ăn uống, tâm thần phân liệt và rối loạn tâm thần, rối loạn nhận thức và cá tính.
Tâm lý sinh học và các cách tiếp cận khác về bệnh tâm thần không loại trừ lẫn nhau, nhưng có thể đơn giản là cố gắng giải quyết các hiện tượng ở các mức độ giải thích khác nhau. Do tập trung vào chức năng sinh học của hệ thần kinh, tuy nhiên,sinh học tâm thần đã được đặc biệt quan trọng trong việc phát triển và quy định thuốc dựa trên phương pháp điều trị rối loạn tâm thần.
Tuy nhiên, trong thực tế, các bác sĩ tâm thần có thể ủng hộ cả thuốc và liệu pháp tâm lý khi điều trị bệnh tâm thần Liệu pháp này có nhiều khả năng được thực hiện bởi các nhà tâm lý học lâm sàng, các nhà tâm lý trị liệu, các nhà trị liệu nghề nghiệp hoặc các nhân viên y tế tâm thần khác chuyên và được đào tạo về các phương pháp không dùng thuốc..
Lịch sử của lĩnh vực này kéo dài trở lại các bác sĩ Hy Lạp cổ đại Hippocrates, nhưng cụm từ tâm lý sinh học lần đầu tiên được sử dụng trong các tài liệu khoa học được đánh giá ngang hàng năm 1953. Cụm từ này thường được sử dụng ở Hoa Kỳ hơn là ở một số quốc gia khác như Vương quốc Anh. Tuy nhiên, lĩnh vực này không phải là không có các nhà phê bình và cụm từ  "biological psychiatry" đôi khi được các nhà phê bình sử dụng như một cụm từ không phân biệt.